# Коуп, Джейми
Дже́йми Ко́уп (англ. Jamie Cope) (род. 12 сентября 1985 года) — завершивший карьеру английский профессиональный игрок в снукер.

## Карьера
Присоединился к профессионалам в 2001 году. Первые два года он держался в мэйн-туре, но затем потерял своё место и опустился в челлендж-тур. Тем не менее, там он сыграл отлично и закончил сезон под первым номером. Это позволило ему снова попасть в снукерную элиту. Джейми убедительно провёл третий год в мэйн-туре и квалифицировался на большинство турниров. После этого сезона он стал 48-м. Талант Коупа начал полностью раскрываться в 2006 году, когда он сенсационно стал финалистом Гран-при. На этом турнире он сделал свою высшую серию в 147 очков. Джейми на этом не остановился и вскоре снова появился в финале крупного рейтингового турнира — China Оpen. Соперником англичанина был тогда ещё действующий чемпион мира Грэм Дотт. Начало у Коупа не заладилось, и он быстро оказался на грани провала, проигрывая шотландцу со счётом 2:8. Но он собрался и сумел выиграть три партии кряду, отведя от себя угрозу крупного поражения. Проигрыш 5:9 был не таким уж и плохим результатом для молодого Джейми Коупа. Тем более, что в мировом рейтинге он поднялся до двадцать второго места.
От Коупа ждали побед в сезоне 2007/08, но он не смог показать хороших результатов, кроме четвертьфинала на чемпионате Великобритании. А на мировом первенстве он оступился уже на стадии 1/16-й, в решающем фрейме уступив Питеру Эбдону. По результатам двух лет он стал девятнадцатым.
В 2008 году, на турнире Шанхай Мастерс, Джейми Коуп во второй раз за профессиональную карьеру сделал максимальный брейк, и, таким образом, стал восьмым игроком за всю историю снукера, которому удавалось сделать максимум более одного раза.
- Максимальная серия Коупа на Шанхай Мастерс видео

В сезоне 2010/11 Коуп показал стабильно хорошие результаты на рейтинговых турнирах, и впервые в карьере пробился в Топ-16 официального рейтинга. Кроме того, он стал полуфиналистом престижного, но нерейтингового турнира Мастерс и финалистом пригласительного Hainan Classic. В этом же сезоне он сделал свой сотый сенчури-брейк и снова дошёл до 1/8 финала чемпионата мира (в первый раз он вышел в 1/8 ЧМ в 2009).
Джейми Коуп — самый успешный игрок на юниорской и любительской аренах. В своё время он выиграл 50 различных турниров и чемпионатов. Ему же принадлежит один из самых известных рекордов в мире снукера: он первый за всю историю сделал брейк в 155 очков. Произошло это событие в 2005 году в показательном матче, поэтому считается неофициальным рекордом.
В сезоне сезоне 2016/17 из-за низких показателей Джейми Коуп потерял место в Мэйн-туре и следующие несколько лет безуспешно пытался его вернуть, но в 2020 году объявил о завершении профессиональной карьеры.

## Финалы турниров

### Финалы рейтинговых турниров: 2 (0 побед, 2 поражение)
| Результат | №  | Год  | Турнир                   | Соперник по финалу | Счёт |
| --------- | -- | ---- | ------------------------ | ------------------ | ---- |
| Финалист  | 1. | 2006 | Grand Prix               | Нил Робертсон      | 5–9  |
| Финалист  | 2. | 2007 | Открытый чемпионат Китая | Грэм Дотт          | 5–9  |

### Финалы нерейтинговых турниров: 3 (2 победы, 1 поражение)
| Результат | №  | Год  | Турнир                 | Соперник по финалу | Счёт |
| --------- | -- | ---- | ---------------------- | ------------------ | ---- |
| Чемпион   | 1. | 2005 | Challenge Tour, Этап 1 | Крис Норбери       | 6–2  |
| Чемпион   | 2. | 2005 | Challenge Tour, Этап 4 | Мэттью Коуч        | 6–0  |
| Финалист  | 3. | 2011 | Hainan Classic         | Джон Хиггинс       | 2–7  |